# .mp
.mp este un domeniu de internet de nivel superior, pentru Insulele Mariane de Nord (ccTLD).